# Betoideae
Betoideae es una subfamilia de plantas de la familia Amaranthaceae.

## Descripción
Las especies de Betoideae son anuales, hierbas bienales o perennes, trepadoras (Hablitzia) o subarbustos. Las flores tienen cinco tépalos (Aphanisma sólo 3) y 5 estambres (Aphanisma sólo uno). Los frutos de Betoideae son cápsulas que se abren con una tapa circumscissil.

## Distribución y evolución
La mayoría de los géneros se distribuyen en el Occidente y Sur de Europa, en el Mediterráneo y el suroeste de Asia, pero un género, Aphanisma, vive en las costas de California.
La edad de la esta subfamilia se estima en 48,6 a 35,4 millones de años. Aphanisma en California y Oreobliton en el norte de África se interpretan los restos de un antepasado del Puente de Beringia, se estima en cerca de 15,4-9,2 millones de años.

## Sistemática
Oskar Eberhard Ulbrich describió la subfamilia Betoideae en 1934 dentro de la familia Chenopodiaceae. Se subdivide el taxón en dos tribus, Hablitzieae y Beteae con un solo género, Beta. La  investigación filogenética por Kadereit et al. (2006) confirmó esta clasificación. Sin embargo, algunas especies tradicionalmente agrupadas en el género Beta , ahora pertenecen a la tribu Hablitzieae y fueron nombrados como Patellifolia.
Entre las betoideas más conocidas, se pueden citar:
- del género Beta, la remolacha.

## Géneros
- Acroglochin
- Aphanisma
- Beta
- Hablitzia
- Oreobliton
- Patellifolia